# La Dioptrique (Descartes)
La Dioptrique est un traité de René Descartes sur l'optique qui fait partie des essais (avec Les Météores et La Géométrie) complétant le Discours de la méthode de 1637. Descartes y énonce la loi des sinus concernant la réfraction.

## Contexte
Ce traité, paraissant à la suite du Discours de la méthode, a pour but d'illustrer l'utilisation de cette méthode de pensée dans le cadre de la science et comment elle peut conduire à des résultats pratiques. 

« Par la dioptrique, j'eus le dessein de faire valoir qu'on pouvait aller fort avant dans la philosophie pour arriver par son moyen jusqu'à la connaissance des arts qui sont utiles à la vie, à cause que l'invention des lunettes d'approches, que j'y expliquais, est l'une des plus difficiles qui aient jamais été traitées »

— Descartes, Principes de la philosophie
Le sujet n'est pas neuf. Le Traité d'optique d'Alhazen sur l'optique géométrique et l'optique physiologique a déjà été traduit par Vitellion. Kepler a publié en 1611 sa Dioptrica traitant de la lumière, de la réflexion, de la réfraction et du fonctionnement de l’œil.
Les lunettes de vues existent depuis la fin du XIIIe siècle et la lunette astronomique est connue et utilisée de manière empirique depuis les travaux de Galilée et Christoph Scheiner mais la forme que doit prendre la surface d'une lentille pour qu'elle soit convergente (transformant des rayons parallèles en rayons convergents) n'est pas résolue mathématiquement. Son équivalent plan avec la recherche des «courbes anaclastiques» reste encore en 1623 à un problème ouvert. C'est probablement dans les années 1626-1627 que Descartes découvre la loi des sinus et note les propriétés anaclastiques de l'hyperbole et de l'ellipse. Dès 1630, il travaille au projet d'écrire sur l'optique.
Présenter le résultat de ses recherches sur l'optique à la suite du discours de la méthode est, pour Descartes, une sorte d'essai : convaincu de la véracité des thèses qu'il y a développées, il espère convaincre ses lecteurs par la force de son raisonnement et la rigueur de son développement et prouver ainsi le bien-fondé de sa Méthode.
Le titre de «Dioptrique», qui fait référence à la réfraction, est justifié par le fait que le traité aboutit à l'énonciation d'une loi de la réfraction et à la construction d'instruments d'optiques mais Descartes y traite également de la nature de la lumière, de la réflexion, de la vision et de l’œil.

## Contenu
L'ouvrage se compose de dix discours : le discours I parle de la nature de la lumière, le discours II de la réflexion et de la réfraction, les discours III à VI traitent des sens, de l’œil et de la vision. Les discours VII à X s'attachent à rechercher comment améliorer cette vision : en général (discours VII), théoriquement avec l'étude des courbes anaclastiques (discours VIII) puis pratiquement avec la description d'une lunette astronomique (discours IX) et la technique de taille des verres pour les lentilles (discours X). Il s'agit donc d'un ouvrage théorique, mathématique, physiologique et technique.

### Nature de la lumière
Pour faire comprendre la nature de la lumière à son lecteur, Descartes recourt à trois images 
- le bâton qui permet de voir la nuit (nature rectiligne du rayon lumineux qui transmet l'information de manière instantanée[7] comme le ferait le bâton sans rien enlever à l'objet lui-même ):
- le vin qui s'écoule d'une cuve remplie de raisin (le vin est la lumière, les raisins sont les corps transparents qui n'empêchent pas la diffusion de la lumière[8].
- la balle qui se déplace en ligne droite, qui peut être amortie par des corps mous (réfraction) ou renvoyée par des corps dur (réflexion). Le mouvement de rotation sur elle-même de la balle étant comparé au changement de couleur du rayon lumineux[9].

### Réflexion et réfraction

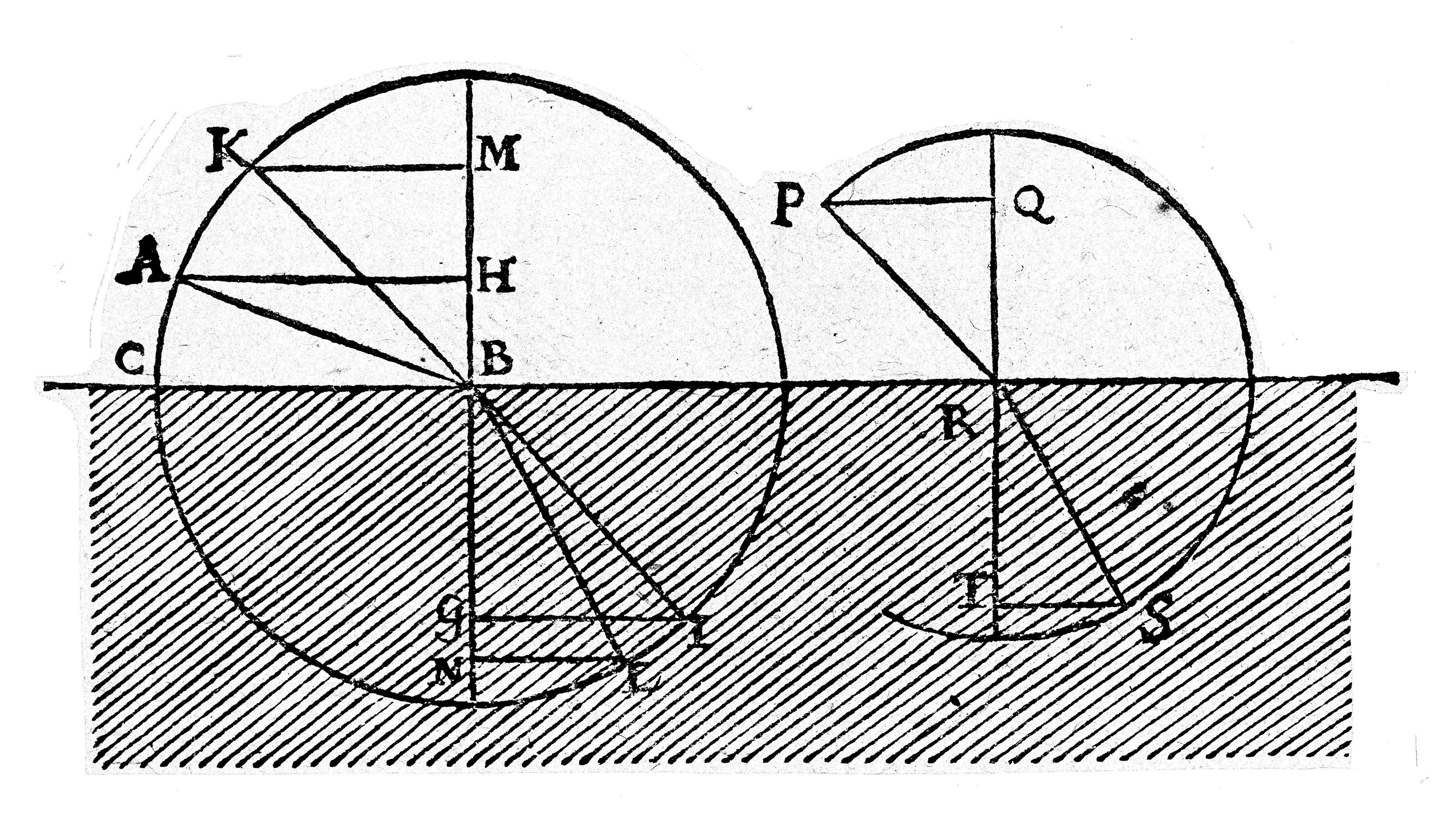
Illustration de la loi des sinus : le rayon KB est réfracté en BL et le rayon AB en BI. Les rapports KM/NL et AH/GI sont égaux

En se servant de l'analogie de la balle du jeu de paume qui rebondit sur les parois, il explique le phénomène de réflexion. Poursuivant l'analogie avec la balle rencontrant un obstacle mou, il propose une explication pour la réfraction. Pour Descartes, la composante parallèle au plan d'incidence de la vitesse du rayon lumineux reste inchangée mais sa composante perpendiculaire à la surface est modifiée lorsqu'il traverse la surface de réfraction, de telle sorte que la vitesse résultante est modifié d'un facteur constant. Ceci induit un changement de direction du rayon. Il en déduit la loi de réfraction : si on appelle «angle d'incidence» l'angle que fait le rayon incident et la normale à la surface, et «angle de réfraction» l'angle que fait le rayon réfracté avec cette même normale, le rapport du sinus de ces deux angles est constant . Observant que, lorsqu'un rayon entre dans l'eau son angle réfracté est plus faible que l'angle incident, il en déduit que la vitesse augmente en passant de l'air à l'eau.
C'est cette dernière observation, en parfaite contradiction avec l'idée que la lumière se transmet plus difficilement dans un milieu plus dense, qui va susciter un vive opposition de Pierre de Fermat et un long échange de lettres entre Marin Mersenne, Fermat et Descartes. Fermat, à l'aide de son principe, arrive cependant, avec des prémisses différentes, à la même loi concernant la réfraction. L'apparition en 1662, des travaux de Willebrord Snell, qui avait défini avant Descartes cette même loi, jette un nouveau trouble parmi les savants. Christian Huygens va même jusqu'à accuser Descartes de plagiat. S'il semble maintenant acquis que Descartes n'avait pas eu vent des travaux de Snell, ni de ceux, bien antérieurs, d'Ibn Sahl,  le mystère reste entier sur le raisonnement qui lui a permis d'obtenir sa loi malgré des incohérences,.

### Optique physiologique

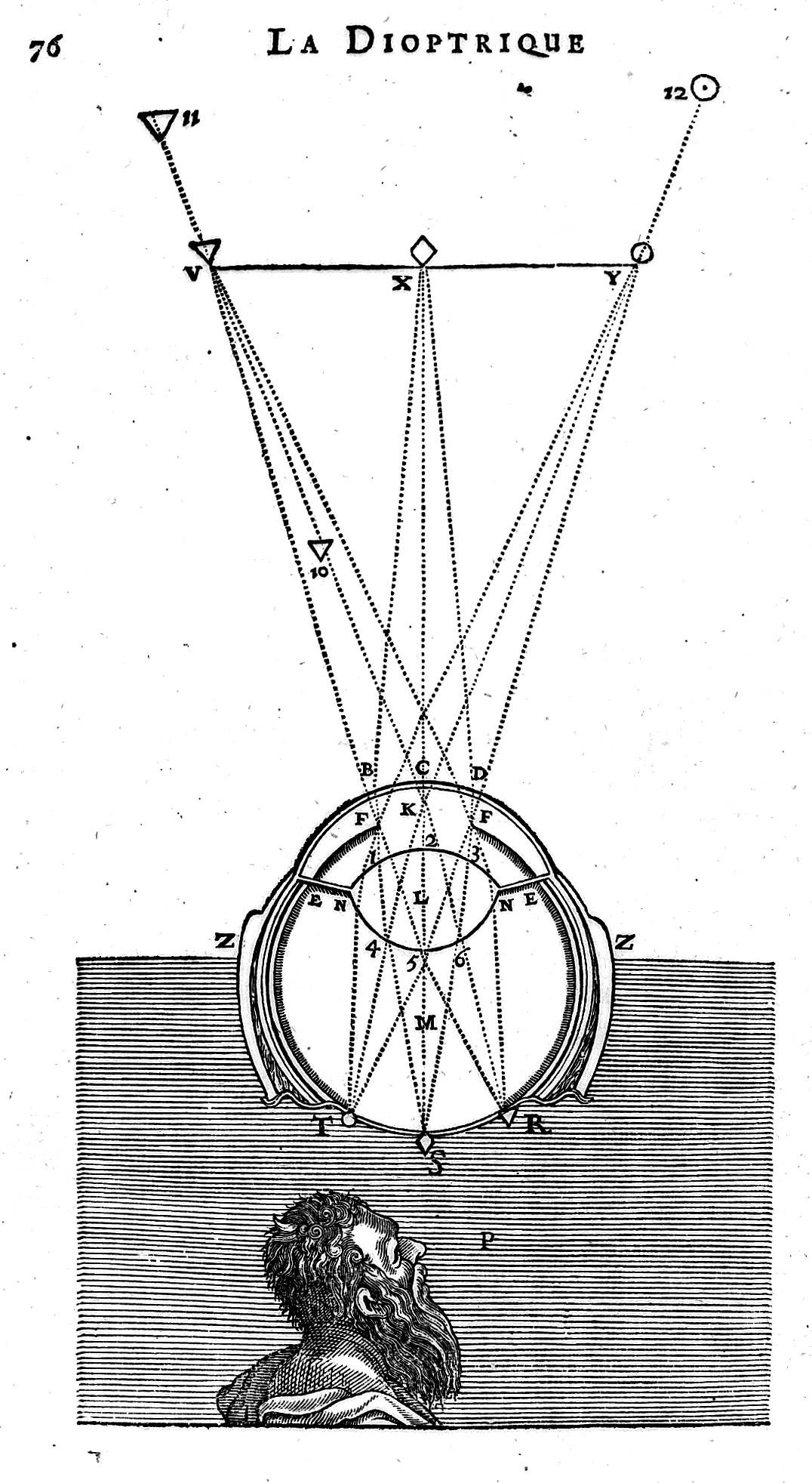
Réfraction des rayons à l'intérieur de l’œil humain

Les discours III à VI constituent une réponse aux théories de la vision et de l’œil exposées par Johannes Kepler dans son Optica (1604) et sa Dioptricae (1611). Il s'agit d'une véritable rupture avec la théorie médiévale sur la vision et le fonctionnement de l'œil.

### Optique correctrice

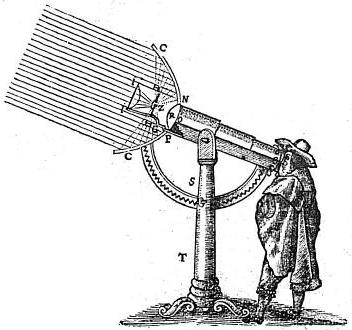
Schéma d'une lunette destinée à voir les objets proches et accessibles le plus distinctement qu’il se peut et dont le principe dérive de celui de la lunette astronomique.

Descartes, dans son discours VII, explore les moyens pratiques pour améliorer la vision. Concernant la vision d'objets proches, Descartes préconise l'empirisme pour la construction de verres adaptés à la vue de chacun car « la figure précise de l'œil ne nous peut être connue ».  Concernant l'idée d'agrandir les figures lointaines, il imagine un système d'optiques et de réfractions qui permettrait aux rayons de rentrer dans l'œil « en même façon que s'ils venaient d'un objet plus grand et plus proche », un diaphragme jouant le rôle de la pupille.
Pour continuer son exposé, il lui faut d'abord travailler sur la forme des lentilles à mettre en jeu. Le discours VIII traite donc du problème des courbes anaclastiques ou de la forme des surfaces qui vont réfracter des rayons parallèles en rayons convergents. Il démontre que l'ellipse et l'hyperbole permettent de transformer par réfraction des rayons parallèles à l'axe principal en rayon convergeant vers un des foyers, puis porte son choix sur les surfaces hyperboliques.
Le discours IX est consacré à la description des lunettes astronomiques construite à l'aide de lentilles hyperboliques et le discours X décrit de quelle manière ces différentes lentilles peuvent-être taillées.

### Primaire
- René Descartes, Discours de la méthode, pour conduire la raison et chercher la vérité des sciences, plus La Dioptrique et Les Météores qui sont des essais sur cette méthode, Girard, 1642 (lire en ligne)

### Secondaire
- Pierre Amalric, « De la dioptrique de Descartes à la bioptique », Histoire des sciences médicales, vol. 21, no 4,‎ 1987, p. 397-407 (ISSN 0440-8888, lire en ligne, consulté le 2 avril 2015)
- Thibaut Gress, « Les premiers livres de La Dioptrique », sur bibnum.education.fr (consulté le 2 avril 2015)
- Philippe Hamou, « l'invention méthodique de la lunette, Descartes : la Dioptrique de 1637 », dans La mutation du visible: Du Sidereus Nuncius de Galilée à la Dioptrique cartésienne, Presses universitaires du Septentrion, 1999 (présentation en ligne)
- Gérard Simon, « La Théorie cartésienne de la vision, réponse à Képler et rupture avec la problématique médiévale », dans Joël Biard, Roshdi Rashed, Descartes et le Moyen Âge : actes du colloque organisé à la Sorbonne du 4 au 7 juin 1996 par le Centre d'histoire des sciences et des philosophies arabes et médiévales, Vrin, 1997 (présentation en ligne), p. 105-118
- (en) A. Mark Smith, Descartes's Theory of Light and Refraction: A Discourse on Method, vol. 77, t. 3, American Philosophical Society, coll. « Transactions of the American Philosophical Society », 1987 (présentation en ligne)